# Mestaruussarja 1978
La Mestaruussarja 1978 fu la sessantanovesima edizione della massima serie del campionato finlandese di calcio, la quarantottesima come Mestaruussarja. Il campionato, con il formato a girone unico e composto da dodici squadre, venne vinto dall'HJK.

## Squadre partecipanti
| Club          | Città       | Stagione 1977               |
| ------------- | ----------- | --------------------------- |
| Haka          | Valkeakoski | Campione di Finlandia       |
| HJK           | Helsinki    | 7º posto in Mestaruussarja  |
| Kiffen        | Helsinki    | 8º posto in Mestaruussarja  |
| KPT Kuopio    | Kuopio      | 1º posto in I divisioona    |
| KPV           | Kokkola     | 6º posto in Mestaruussarja  |
| KuPS          | Kuopio      | 2º posto in Mestaruussarja  |
| MiPK          | Mikkeli     | 9º posto in Mestaruussarja  |
| OPS           | Oulu        | 4º posto in Mestaruussarja  |
| OTP           | Oulu        | 10º posto in Mestaruussarja |
| Pyrkivä Turku | Turku       | 2º posto in I divisioona    |
| Reipas Lahti  | Lahti       | 5º posto in Mestaruussarja  |
| TPS           | Turku       | 3º posto in Mestaruussarja  |

## Classifica finale
|  | Pos. | Squadra       | Pt | G  | V  | N | P  | GF | GS | DR  |
|  | ---- | ------------- | -- | -- | -- | - | -- | -- | -- | --- |
|  | 1.   | HJK           | 33 | 22 | 13 | 7 | 2  | 52 | 29 | +23 |
|  | 2.   | KPT Kuopio    | 32 | 22 | 12 | 8 | 2  | 35 | 15 | +20 |
|  | 3.   | Haka          | 31 | 22 | 12 | 7 | 3  | 42 | 19 | +23 |
|  | 4.   | TPS           | 26 | 22 | 12 | 2 | 8  | 57 | 29 | +28 |
|  | 5.   | OPS           | 26 | 22 | 11 | 4 | 7  | 34 | 21 | +13 |
|  | 6.   | MiPK          | 25 | 22 | 11 | 3 | 8  | 29 | 22 | +7  |
|  | 7.   | KuPS          | 21 | 22 | 9  | 3 | 10 | 33 | 31 | +2  |
|  | 8.   | KPV           | 21 | 22 | 8  | 5 | 9  | 26 | 31 | -5  |
|  | 9.   | Reipas Lahti  | 19 | 22 | 5  | 9 | 8  | 20 | 35 | -15 |
|  | 10.  | Pyrkivä Turku | 17 | 22 | 4  | 9 | 9  | 14 | 28 | -14 |
|  | 11.  | Kiffen        | 7  | 22 | 2  | 3 | 17 | 13 | 58 | -45 |
|  | 12.  | OTP           | 6  | 22 | 1  | 4 | 17 | 15 | 52 | -37 |

Legenda:
      Campione di Finlandia e ammessa alla Coppa dei Campioni 1979-1980
      Vincitore della Suomen Cup 1978 e ammessa in Coppa delle Coppe 1979-1980
      Ammessa in Coppa UEFA 1979-1980
      Retrocesse in I divisioona
Note:
Due punti a vittoria, uno a pareggio, zero a sconfitta.